# Городище (Демидовский район)
Городи́ще — деревня в Смоленской области России, в Демидовском районе. Население —18 жителей (2007 год) . Расположена в северо-восточной части области в 28 км к северо-востоку от Демидова, в 17 км к юго-востоку от Пржевальского на берегу озера Городище.
Входит в состав Воробьёвского сельского поселения.

## Достопримечательности
Памятник археологии: городище древнерусского города Вержавск в 600 м западнее деревни между озёрами Ржавец и Поганое.